# 高橋透 (ドイツ文学者)
高橋 透（たかはし とおる、1963年11月26日 - 2021年7月7日）は、日本のドイツ文学者。

## 人物・来歴
東京都生まれ。1986年早稲田大学文学部独文科卒、1994年同大学院博士課程満期退学、2009年「サイボーグ・フィロソフィー 先端テクノロジーは人間に何をもたらすのか」で博士（文学）の学位を取得。早稲田大学文学部助教授、文学学術院教授。芸術学 芸術史。

## 著書
- 『今すぐ話せるドイツ語 聞いて話して覚える 入門編』東進ブックス ナガセ, 1999.10
- 『サイボーグ・エシックス』 (水声文庫) 水声社, 2006.6
- 『サイボーグ・フィロソフィー 『攻殻機動隊』『スカイ・クロラ』をめぐって』NTT出版, 2008.10
- 『今すぐ話せる!いちばんはじめのドイツ語会話』東進ブックス ナガセ, 2017.1

### 共著
- 『今すぐ話せるドイツ語単語集』小笠原能仁共著. ナガセ,東進ブックス  2002.4
- 『今すぐ話せる!いちばんはじめのドイツ語単語』小笠原能仁共著. ナガセ,東進ブックス  2016.12

### 翻訳
- フィリップ・ラクー・ラバルト『メタフラシス ヘルダーリンの演劇』吉田はるみ共訳. 未來社,ポイエーシス叢書 2003.10
- ジャック・デリダ[述], ジョン・D.カプート編『デリダとの対話 脱構築入門』黒田晴之,衣笠正晃, 胡屋武志共訳 法政大学出版局,叢書・ウニベルシタス 2004.12
- ダナ・ハラウェイ,シルザ・ニコルズ・グッドイヴ『サイボーグ・ダイアローグズ』北村有紀子共訳. 水声社, 2007.3